# Veľký Meder
Veľký Meder (dal 1948 al 1990 Čalovo, in lingua ungherese Nagymegyer) è una città della Slovacchia facente parte del distretto di Dunajská Streda, nella regione di Trnava.

## Geografia fisica
Veľký Meder si trova nella parte orientale dello Žitný ostrov, sul bordo occidentale dello storico comitato di Komárom, a circa 20 km a sud di Dunajská Streda e 35 km a nord di Komárno. Amministrativamente, la città appartiene alla regione di Trnava, nel distretto dei Dunajská Streda. Il paese è rinomato per la sua sorgente termale.

## Storia
Nel nono secolo, il territorio di Veľký Meder divenne parte del Regno d'Ungheria. La prima testimonianza scritta riguardante Veľký Meder risale al 1248, sotto il nome di Villa Meger. Meder (Meyger) è il nome dell'omonima tribù Magiara. La popolazione della città è sempre stata prevalentemente ungariana, o almeno fin dal Medioevo. Nell'era medievale e moderna quest'insediamento è stato una piccola città di mercato nella parte occidentale del Comitato di Komárom. Nel 1466, il re ungariano Mattia Corvino le concesse il titolo ufficiale di città. Dopo che l'armata austro-ungarica venne sconfitta nel novembre 1918, le truppe cecoslovacche occuparono l'area, in seguito riconosciuta in modo internazionale dal Trattato del Trianon. Fra il 1938 e il 1945 Veľký Meder ritornò a far parte dell'Ungheria di Miklós Horthy attraverso il Primo arbitrato di Vienna. Dal 1945 fino alla dissoluzione della Cecoslovacchia fece parte di quest'ultima e fin da allora fa parte della Slovacchia.

## Società

### Etnie e minoranze straniere
Secondo il censimento del 2001, il gruppo dominante nella città sono gli ungariani (84,6%), seguiti dagli slovacchi (13,5%). Sono inoltre presenti piccole minoranze di cechi e rom.